# 胃出口阻塞
胃出口阻塞（Gastric outlet obstruction，GOO）是描述幽门阻塞的情形。患者由於無法將胃中食物推入十二指腸，因此常見表現為反覆嘔吐，而胃也會為了適應該情形而脹大。胃出口阻塞的原因包含良性病因或是惡性病因，良性病因包含胃幽門部潰瘍，惡性病因則是因惡性腫瘤阻塞幽門。
潰瘍可能會造成嚴重的疼痛，病患可能會認為是心臟病發作。
胃出口阻塞的治療會依照病因而不同，若是潰瘍和幽門螺桿菌有關，可能會用抗生素進行治療，其他治療方式包括內視鏡治療（例如置入氣球或是自擴式金屬支架來擴張阻塞部位）、其他藥物或是手術等。

## 體徵及症狀
胃出口阻塞的主要症狀是嘔吐，一般是在吃完飯，還沒消化時現，嘔吐中沒有膽汁。有時也會有些消化性潰瘍和體重減輕的病史。若是較嚴重的情形，在體檢中會確認是否有消瘦及脱水的症狀。可能會有從左到右的可見蠕动。在晃動患者時，在胃的左上部可能會有連續流水音或類似液體濺灑的聲音，不論是否用聽診器都會聽到。因為胃部蠕动的增加，腸鳴也可能會增加。左脅肋也可能會有緊實感。

## 病因
其病因可能是良性的，也可能是腫瘤。
- 良性
  - 胃及十二指肠潰瘍
  - 感染，例如结核病，或是浸潤性疾病，例如淀粉样变.
  - 偶爾會有因為膽石症的阻塞，也稱為Bouveret綜合徵。
  - 兒童先天的幽門狹窄或先天肥厚性幽門狹窄也可能是病因。
  - 胰腺假性囊腫（英语：pancreatic pseudocyst）也會壓迫到胃。
  - 可能是幽門黏膜隔膜，但此原因非常少見。
- 腫瘤
  - 胃部腫瘤，包括腺癌（及革囊胃）、淋巴瘤及胃腸道基質腫瘤。

## 病理生理學
若是消化性潰瘍，一般認為是潰瘍造成的水腫和疤痕，之後癒合及纖維化，導致胃十二指腸交界處阻塞（多半潰瘍會在十二指腸的第一段）。

## 診斷
最有可信度的檢查是上消化道的內視鏡。
實驗室檢查常會發現有低氯血症、低鉀血症及代謝鹼中毒，原因是氯化氢和钾的流失。若患者脫水，也可能會有高尿素及肌酸酐的情形。
腹部X-ray可以看到胃部液體，也可以支持此診斷。
鋇餐及後續檢查可能可以看出胃部擴大和幽門十二指腸狹窄。
胃鏡檢查有助於找到原因，也可以用來治療。

### 鑑別診斷
胃出口阻塞的鑑別診斷有：早期胃癌的食管裂孔疝、胃食道逆流、腎上腺功能不全及遗传性代谢缺陷。

## 治療
胃出口阻塞的治療方式視病因而定，一般會用外科或是藥物治療。

### 藥物
對於大部份患有胃出口阻塞的人，其水腫可以透過鼻胃吸引術、補充流體及電解質，以及氫離子幫浦阻斷劑的保守治療方式治療。

### 手術
若胃出口阻塞情形嚴重，用藥物無法改善，才建議用手術治療。內視鏡球囊治療（Endoscopic balloon therapy）也是另一種可以取代手術治療的方式，在多次擴張治療後，其治癒率為76%。通常進行的手術是幽門切除術（antrectomy），也就是切除部份的幽门。其他手術方式有：針對迷走神經進行的vagotomy，Billroth I手術，是將十二指腸連通到遠端胃部，或是雙側截斷迷走神經吻合術（Billroth II手術）。